# 何塞·费利克斯·埃斯蒂加里维亚
何塞·菲利克斯·埃斯蒂加里维亚·英绍拉尔德（西班牙語：José Félix Estigarribia Insaurralde，1888年2月21日—1940年9月7日），巴拉圭军事人物、政治家，曾于1939年8月15日至1940年9月7日担任巴拉圭总统。
他原为农艺师，1910年参加巴拉圭军队，期间曾在智利和法国接受培训。在查科战争期间他指挥第一步兵师，连续晋升到准将和总司令，1939年他当选举为总统，任期4年，8月15日即职。1940年9月7日，他与妻子因空难身亡，其继任者伊希尼奥·莫里尼戈追授他元帅军衔。埃斯蒂加里维亚元帅镇以他命名。